# Tancred Ibsen junior
Tancred Ibsen junior (* 6. Juli 1921 in Christiania; † 11. Februar 2015) war ein norwegischer Diplomat.
Tancred Ibsen wurde 1921 als Sohn von Tancred Ibsen und Lillebil Ibsen geboren. Er ist damit ein Urenkel von Henrik Ibsen. Ibsen erwarb die akademischen Grade Candidatus oeconomices (cand.oecon.) und Candidatus juris (cand.jur.). Im Jahr 1947 begann er für das norwegische Außenministerium tätig zu werden. Unter anderem war er 1962 Berater der norwegischen EU-Delegation. Ab 1968 bekleidete Ibsen verschiedene Botschafterposten, so war er von 1968 bis 1973 norwegischer Botschafter in Ungarn, von 1973 bis 1979 dann in Ägypten, von 1979 bis 1982 in der Volksrepublik China sowie von 1982 bis 1986 in Indien und schließlich von 1986 bis 1989 in Griechenland.
Ibsen ist Träger des Sankt-Olav-Orden.